# Números primos entre si

Os números 4 e 9 são primos entre si. Portanto, a diagonal de uma rede diagonal 4 × 9 não intercepta nenhum outro ponto da rede

Na teoria dos números, dois inteiros a e b são primos entre si ou coprimos se o único divisor comum a ambos é 1. Consequentemente, qualquer número primo que divide a não divide b, e vice e versa. Isso é equivalente a dizer que o seu máximo divisor comum (MDC) é 1.
Por mais que nem 8, nem 9 sejam primos, eles são primos entre si, visto que 1 é o único divisor comum. Por outro lado, 6 e 9 não são primos entre si, pois ambos são divisíveis por 3. O numerador e denominador de uma fração irredutível, por definição, são primos entre si.

## Explicação
Um conjunto de números inteiros é chamado de mutuamente primo se não existir um inteiro maior do que 1 que divida todos os elementos. Por exemplo, os inteiros 30, 42, 70 e 105 são mutuamente primos. Entretanto, aos pares, não são primos entre si.
Esta definição é transferida para outras áreas. Por exemplo, dois polinómios com coeficientes inteiros são primos entre si se não houver um polinômio não-constante que divida ambos.
O número de inteiros positivos menores que n, que são primos com n, é dado pela função totiente de Euler…

## Exemplo
Verificar se são coprimos os números 20 e 21:
- Divisores de 20: 1, 2, 4, 5, 10 e 20.
- Divisores de 21: 1, 3, 7 e 21.
- Resposta: Os números 20 e 21 são primos entre si, pois o único divisor comum entre os dois é o 1.

Pode-se provar que:
- Para n > 1, n e n + 1 são primos entre si.
- Para n > 1 ímpar, n e n + 2 são primos entre si.